# 刘戡
刘戡（1906年—1948年3月3日），字麟书，号三寿，男，湖南桃源人，中华民国军事人物，国民革命军高级将领。

## 生平
刘1923年考入长沙陆军讲武堂，1924年转入黄埔军校第一期学习，毕业后从军，参加了北伐战争，因作战勇猛，从排长一路晋升至旅长。
1933年，刘任国民革命军第83师师长，率部参加对中国共产党的第三次围剿，在战斗中一眼负伤失明，此后被称为“独眼将军”。
1933年1月1日，南京國民政府將第83師、黃傑第2師、關麟徵第25師和騎兵第1旅、砲兵第4團合編為第17軍，軍長徐庭瑤，北上參與長城戰役，支援宋哲元所指揮的西北軍。
由於在長城戰役的表現良好，1935年劉戡獲頒青天白日勳章。
1938年3月，劉戡升任國民革命軍第九十三軍中將軍長，下轄國民革命軍第83師（師長劉戡兼任）、國民革命軍第94師（師長朱懷冰）；1940年九十三軍移駐陕西阳城監視中國共產黨根據地活動，劉戡因私下和中國共產黨接觸，且軍參謀長魏巍同時是中共地下黨員，因此被軍統監控，軍統要求劉戡將魏巍調職以便誘殺，但劉戡抗命並協助其逃往延安，1942年9月蒋介石將其撤职，九十三軍軍長由副軍長兼劉的黃埔一期同學陳牧農接任。
劉戡遭撤职後，轉調陆军大学进修兼就近監視。1944年豫中會戰洛陽遭日軍佔領後，在同學兼前上司胡宗南的保薦下，軍委會在1944年5月重新啟用劉戡接任因司令官李家鈺戰死而無首的第三十六集團軍，隨後三十六集團軍殘部在劉戡整頓下恢復功能，在河南灵宝一带构筑防线，抵抗日军。在整頓告一段落後，1944年秋劉戡被調回重慶擔任重慶陪都衛戍副司令。
抗战胜利后，1945年底劉戡調任駐紮陝西的國民革命軍第三十七集團軍總司令，該集團軍在1946年8月縮編改組為整編第二十九軍。
1947年3月，整編第二十九軍在胡宗南指揮下进攻陕甘宁边区，虽然占领延安，但是始终未能找到陕北中共军队主力进行决战，战局逐渐陷入被动。
1948年2月，彭德怀率军攻打宜川，刘戡率整編第27师和整編第90师两个整编师驰援，2月26日，胡宗南指定刘戡走经瓦子街的洛宜公路，遭到彭德怀伏击，被包围。
刘戡的先遣队很早就发现中共大军埋伏，二十七师师长王应尊向刘戡提出了先集中力量打观亭，然後由觀亭前往宜川解圍。刘戡向胡宗南匯報，但這一建議被胡宗南否決。胡宗南仍要该军“按照原定计划，沿洛宜公路迅速前进”。刘戡曾激動说：“算了，打完了事！”。3月3日，刘戡兵溃，以手榴弹自杀身亡，时年仅42岁。只有王应尊整編第二十七师部分人员突圍成功。
蒋介石於1948年3月2日的日记寫道：“宜川丧师，不仅为国军剿匪最大之挫折，而且为无意义之牺牲，良将阵亡，全军覆没，悼恸悲哀，情何以堪？”令胡宗南按陕北中共新华广播电台的新聞，领回刘戡及整编90师师长嚴明二人尸体，厚葬于西安，并追晋二人为陆军上将。
高雄鳳山黃埔軍校的第四棟宿舍，命名為麟書樓。